# Le Cabanon rose
Pour plus de détails, voir Fiche technique et Distribution.
Le Cabanon rose est un film français de Jean-Pierre Mocky sorti en 2016.

## Synopsis
Un paysan habite dans un cabanon au milieu des vignes. Après son décès, un autre paysan décide de transformer ce cabanon en maison de rendez-vous pour les notables de la région. Au fur et à mesure, ces derniers disparaissent étrangement. Un agent d’assurances décide de mener l’enquête…

## Fiche technique
- Titre : Le cabanon rose
- Réalisation: Jean-Pierre Mocky
- Scénario et production : Jean-Pierre Mocky
- Dialogues : Frédéric Dieudonné
- Musique : Vladimir Cosma
- Chef Opérateur : Jean-Paul Sergent
- Photographe : Patrick Leclerc
- Son : Benoît Iwanesko
- Décors : Arnaud Chaffard
- Costumes : Audrey Ursule
- Société de production : Mocky Delicious products
- Pays :  France
- Langue : français
- Genre : policier
- Date de sortie : 26 octobre 2016 à Paris

## Distribution
- Christophe Fluder : Pelu
- Jean-Marie Bigard : Le brigadier
- Henri Guybet : Le boucher
- Bernard Ménez : Bertrand
- François Hadji-Lazaro : Le coiffeur
- Alain Bouzigues : L'abbé
- Lola Marois : La prostituée
- Richard Gotainer : Ravel
- Michel Coste : Le maire
- Grace de Capitani : La femme du maire
- Jean Abeillé : Frantin
- Laurent Biras : Toubinet
- Michel La Rosa : Le docteur
- Roger Knobelspiess : Laurent
- Emmanuel Nakach : Gregorio

## Tournage

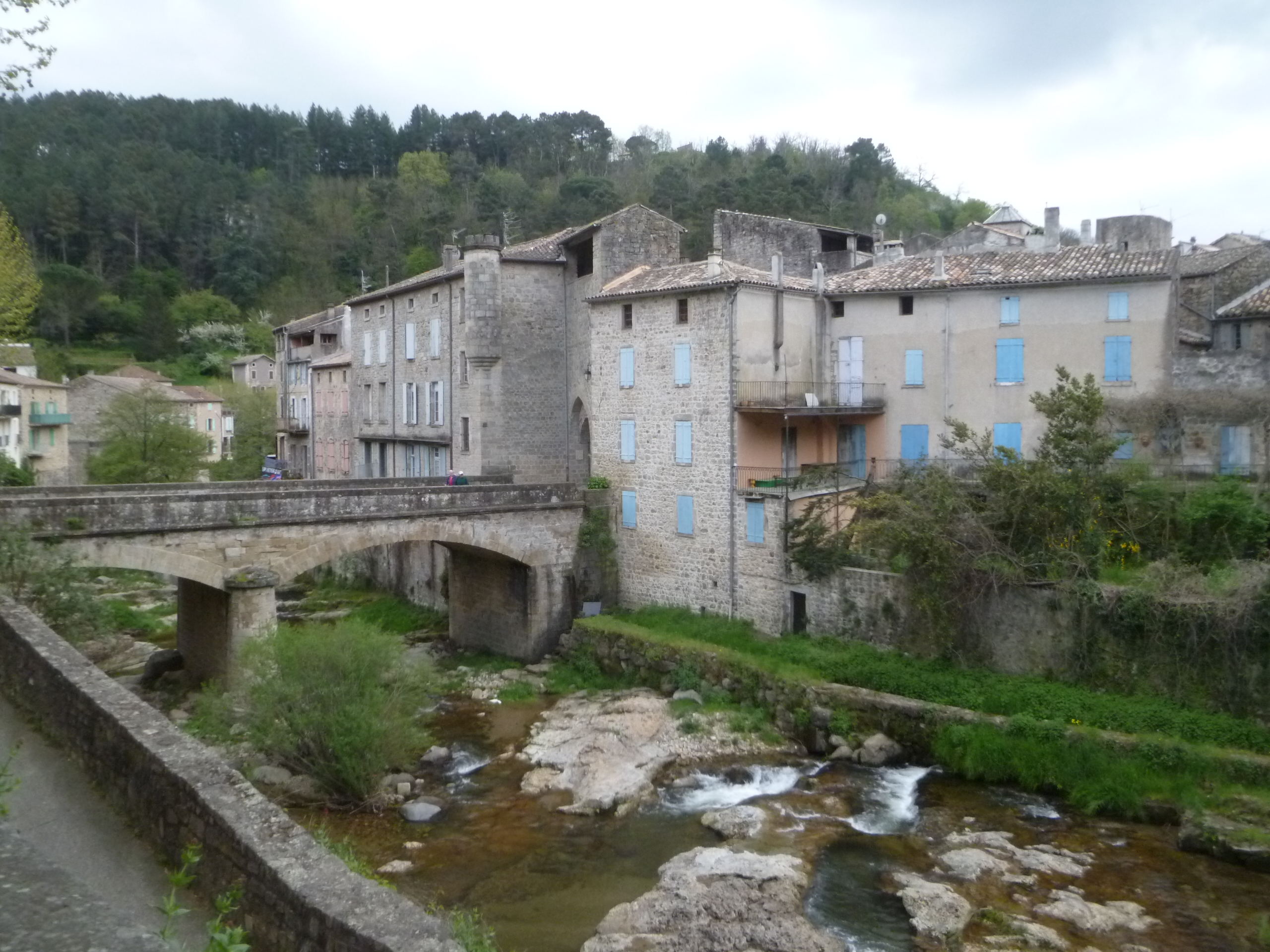
Pont et porte des Récollets à Largentière. La maison sur la droite apparait dans le film.

- Le tournage s'est déroulé en août et septembre 2015 en Ardèche, principalement à Largentière.
- Le scénario est inspiré par un fait divers[2] qui s'est déroulé en 1934 à Saillans dans la Drôme.